# Mike Agostini
Pour les articles homonymes, voir Agostini.
Michael George Raymond Agostini dit Mike Agostini (né le 23 janvier 1935 à Port-d'Espagne, mort le 12 mai 2016 à Sydney en Australie) est un athlète trinidadien naturalisé australien, spécialiste des épreuves de sprint.

## Biographie
Mike Agostini apparaît sur la scène internationale à la fin de la saison 1952 en battant le Jamaïcain Herb McKenley à Kingston, médaillé lors des Jeux olympiques d'été de 1952. Cette victoire permet à Agostini de recevoir des offres de bourse d'études de plusieurs universités américaines. En avril 1953, de retour à Kingston, il court le 100 yards en 9 s 4 (nouveau record du monde junior) et bat le champion olympique du 200 m Andy Stanfield. En juin, Agostini se classe huitième sur 100 yards en 9 s 7 de la finale de l'AAU à Dayton.
En 1954, âgé de dix-neuf ans seulement, il remporte l'épreuve du 100 yards lors des Jeux de l'Empire britannique et du Commonwealth à Vancouver, au Canada, devenant à cette occasion le premier athlète de Trinité-et-Tobago à être titré lors des Jeux du Commonwealth. En finale, il devance le Canadien Don McFarlane et l'Australien Hector Hogan. L'année suivante, il remporte la médaille d'argent du 100 mètres et la médaille de bronze du 200 mètres lors des Jeux panaméricains se déroulant à Mexico.
Il participe aux Jeux olympiques de 1956, à Melbourne, où il se classe sixième de la finale du 100 m et quatrième de celle du 200 m.
Diplômé en économie de l'université d'État de Californie à Fresno en 1958, il est le premier étudiant de Trinité-et-Tobago à étudier aux États-Unis grâce à une bourse d'études en athlétisme. Lors des Jeux de l'Empire britannique et du Commonwealth de 1958, il obtient la médaille de bronze sur 100 yards derrière le Jamaïcain Keith Gardner et le Bahaméen Tom Robinson. En 1959, sous les couleurs de la Fédération des Indes occidentales, il obtient trois médailles au cours des Jeux panaméricains de Chicago : l'argent sur 100 m et le bronze sur 200 m et 4 × 100 m.
Retiré de l'athlétisme à la fin des années 1950, il se fixe en Australie où il devient journaliste et professeur. Brièvement, il entraîne le coureur de demi-fond australien Ralph Doubell. Il obtient la nationalité australienne en 1961. Éditeur, il lance plusieurs magazines consacrés à l'athlétisme, dont Track and Field. Il est l'auteur de neuf ouvrages.
Il décède le 12 mai 2016 des suites d'un cancer du pancréas.

## Palmarès
| Date | Compétition                                     | Lieu      | Résultat | Épreuve   |
| ---- | ----------------------------------------------- | --------- | -------- | --------- |
| 1954 | Jeux de l'Empire britannique et du Commonwealth | Vancouver | 1er      | 100 y     |
| 1955 | Jeux panaméricains                              | Mexico    | 2e       | 100 m     |
| 1955 | Jeux panaméricains                              | Mexico    | 3e       | 200 m     |
| 1956 | Jeux olympiques                                 | Melbourne | 6e       | 100 m     |
| 1956 | Jeux olympiques                                 | Melbourne | 4e       | 200 m     |
| 1958 | Jeux de l'Empire britannique et du Commonwealth | Cardiff   | 3e       | 110 y     |
| 1958 | Jeux de l'Empire britannique et du Commonwealth | Cardiff   | 4e       | 4 × 110 y |
| 1959 | Jeux panaméricains                              | Chicago   | 2e       | 100 m     |
| 1959 | Jeux panaméricains                              | Chicago   | 3e       | 200 m     |
| 1959 | Jeux panaméricains                              | Chicago   | 3e       | 4 × 100 m |